# Leons Briedis
Leons Briedis (n. 16 decembrie 1949, raionul Madona, Letonia – d. 1 februarie 2020, Riga, Letonia) a fost un poet, eseist, critic literar și traducător leton.

## Biografie
Leons Briedis s-a născut în anul 1949. A studiat filologia la Universitatea Letonă (Riga)(1968-1970), apoi Filologia Română și Spaniolă la Universitatea din Chișinău (1972-1974), perioadă care l-a marcat în mod special, precum afirmă însuși poetul, dar și exegeții creației sale: „...Și este importantă Moldova. Leons Briedis a studiat la Universitatea din Chișinău.  Această perioadă de viață nu doar a influențat esențialmente destinul său (din Moldova a revenit cu soția Maria), nu doar i-a dat posibilitatea să învețe limbile spaniolă, italiană, portugheză, română, dar și posibilitatea de a cunoaște nemijlocit bogăția culturală și poezia diverselor popoare; să traducă și astfel să aducă o parte din această bogăție în contextul culturii letone: traduceri din Tudor Arghezi, Petrarca, Lucian Blaga, Agostino Neto; să alcătuiască antologia poeziei din Moldova – iată doar câteva realizări în acest domeniu” (Inta Ciacla, Riga, 1986).
În anii 1977-1979 Leons Briedis a frecventat cursuri la Institutul de literatură „Gorki” din Moscova.

## Creația
Briedis este poet, prozator, eseist, publicist și critic literar, traducător din latină, engleză și, în mod special, din limbile neolatine – română, spaniolă, italiană, portugheză, catalană. Autor a peste treizeci de cărți originale (poeme, proză, eseuri, cărți pentru copii), iar ca traducător a editat 48 de volume. În prezent editează revista „Kentaurs XXI”, este directorul editurii private „Minerva”.
Din limba română a tradus și a publicat 21 de cărți: 
- Povești populare,
- Folclor pentru copii,
- Antologia prozei scurte a scriitorilor din Moldova,
- romane de Zaharia Stancu,
- proză de  Ana Blandiana,
- proză de Mircea Eliade,
- Antologia poeților din Moldova,
- poeți români și din Moldova în cărți aparte:
  - Tudor Arghezi,
  - Liviu Damian,
  - Nichita Stănescu,
  - Lucian Blaga,
  - Ana Blandiana,
  - Ștefan Augustin Doinaș,
  - Gellu Naum,
  - Ileana Mălăncioiu,
  - Marin Sorescu ș. a.,
- a scris un număr de circa 200 de teхte pentru сântece de Raymond Pauls
- precum și nenumărate articole în presa periodică.

Membru al Uniunii Scriitorilor din Letonia (1974), membru al PEN Centrului Internațional, din anul 2008 – membru al Academiei de Științe al Letoniei.

## Opera
- Biblioteca Națională a Letoniei[nefuncțională]
- Biblioteca Congresului SUA
- Traduceri din scriitori români la Biblioteca Națională a României
- Creația și traduceri la Biblioteca Națională a Moldovei[nefuncțională]

## Distincții
Pentru prestigioasa-i activitate literară i s-au acordat distincții în Letonia (inclusiv, cea mai înaltă:
- Ordinul celor Trei Stele, 1999),
- Distincții în Lituania, România
- Ordem do Merito Comendador (Portugalia)-  decorația supremă a acestei țări.